# Liste des châteaux du Doubs
La liste des châteaux du Doubs recense de manière non exhaustive les châteaux (de défense ou d'agrément), maisons fortes, mottes castrales, situés dans le département français du Doubs. Il est fait état des inscriptions et classements au titre des monuments historiques.

## Liste
| Icône            | Signification    | Abréviations             | Abréviations                  | Abréviations             | Abréviations           |
| ---------------- | ---------------- | ------------------------ | ----------------------------- | ------------------------ | ---------------------- |
| Château fort     | Château fort     | = Bastide                | = Ferme fortifiée             | = Maison forte           | = (Néo-)Palladianisme  |
| Renaissance      | Renaissance      | = Château gascon         | = Folie (montpelliéraine)     | = Manoir, Gentilhommière | = Résidence épiscopale |
| Domaine viticole | Domaine viticole | = Classicisme, classique | = Forteresse, fort(ification) | = Maison (noble)         | = Style Beaux-Arts     |
| Palais           | Palais           | = Commanderie            | = Gothique (flamboyant)       | = Néo-baroque            | = Style Second Empire  |
| Ruine ou disparu | Ruine, disparu   | = Château pinardier      | = Hôtel particulier           | = Néo-classique          | = Style italianisant   |
|                  |                  | = Demeure seigneuriale   | ... = Style Louis XII...XVI   | = Néo-gothique           | = Style troubadour     |
|                  |                  | = Éclectisme             | = Logis (seigneurial)         | = Néo-Renaissance        | = Villa (de Nice)      |
| Baroque, rococo  | Baroque, rococo  | = Édifice religieux      | = Motte castrale/féodale      | = Pavillon de chasse     | = Styles du XXe siècle |

| Type                                                                  | Château                                      | Commune                 | Protection                                                                                                | Notes                                                                              | Coordonnées                 | Illustration                                     |
| --------------------------------------------------------------------- | -------------------------------------------- | ----------------------- | --- | ---------------------------------------------------------------------------------- | --------------------------- | ------------------------------------------------ |
| Renaissance                                                           | Château d'Amondans                           | Amondans                | | XVIe siècle                                                                        | 47° 04′ 06″ N, 6° 02′ 20″ E | Château d'Amondans                               |
| Manoir, gentilhommière                                                | Château d'Arc                                | Arc-et-Senans           | Inscrit MH (1984) · Notice no PA00101438                                                                  | XVIIIe siècle                                                                      | 47° 01′ 50″ N, 5° 46′ 07″ E | Château d'arc, Arc et Senans                     |
| Forteresse, fort(ification) · Résidence épiscopale · Ruine ou disparu | Château des Archevêques                      | Étalans                 | Inscrit MH (1983) · Notice no PA00101641                                                                  | XIIIe siècle                                                                       | 47° 08′ 41″ N, 6° 16′ 47″ E | Etalans, vestiges du château des Archevêques     |
| Château fort · Ruine ou disparu                                       | Château d'Arguel                             | Fontain                 | | XIe siècle                                                                         | 47° 12′ 00″ N, 6° 00′ 05″ E | Arguel, vestiges du château des sires d'Arguel   |
| Classicisme, classique                                                | Château d'Aubonne                            | Aubonne                 | Inscrit MH (1979) · Notice no PA00101441                                                                  | XVIIIe et XIXe siècles                                                             | 47° 02′ 06″ N, 6° 19′ 42″ E | Château d'Aubonne (Doubs)                        |
| Maison (noble)                                                        | Château d'Audincourt                         | Audincourt              | Inscrit MH (1984) · Notice no PA00101442                                                                  | XVIIIe siècle                                                                      | 47° 28′ 50″ N, 6° 50′ 15″ E | Château Thévenot 2 Audincourt                    |
|                                                                       | Château d'Augicourt                          | Liesle                  | Inscrit MH (2018) · Notice no PA25000089                                                                  |                                                                                    | 47° 03′ 42″ N, 5° 49′ 11″ E | Château d'Augicourt                              |
| Baroque, rococo                                                       | Château de Bartherans                        | Bartherans              | Inscrit MH (1992) · Classé MH (1993) · Notice no PA00101791                                               | XVIIe et XVIIIe siècles                                                            | 47° 02′ 28″ N, 5° 55′ 39″ E | Château de Bartherans                            |
|                                                                       | Château de Beaupré                           | Roche-lez-Beaupré       | - |                                                                                    | 47° 16′ 51″ N, 6° 05′ 27″ E | Château de Beaupré                               |
| Château fort                                                          | Château de Belvoir                           | Belvoir                 | Inscrit MH (1956) · Notice no PA00101450 · Site classé (1992)                                             | XIIe et XIIIe siècles, XVIIe siècle                                                | 47° 19′ 03″ N, 6° 36′ 10″ E | Belvoir                                          |
| Forteresse, fort(ification)                                           | Citadelle de Besançon                        | Besançon                | Site classé (1924) · Classé MH (1942, 1994) · Patrimoine mondial (2008) · UNESCO                          | XVIIe siècle, Fortifications de Vauban                                             | 47° 13′ 53″ N, 6° 01′ 57″ E | Citadelle de Besançon                            |
| Maison forte · Style Louis XIV                                        | Château de Bonnay                            | Bonnay                  | Inscrit MH (1994) · Notice no PA00101617                                                                  | Moyen Âge, XVIIIe et XIXe siècles, jardin à l'anglaise                             | 47° 20′ 08″ N, 6° 03′ 03″ E | Bonnay, le château                               |
| Maison forte · Style Louis XIV                                        | Château de Bonnevaux                         | Bonnevaux               | Notice no IA00014129                                                                                      |                                                                                    | 46° 48′ 37″ N, 6° 11′ 10″ E | Bonnevaux, le château                            |
| Château fort                                                          | Château de Bouclans                          | Bouclans                | | XIIIe siècle                                                                       | 47° 15′ 00″ N, 6° 14′ 16″ E | Château de Bouclans                              |
| Néo-gothique                                                          | Château de Bournel                           | Cubry                   | Classé MH (1989) · Inscrit MH (1989) · Notice no PA00101635 · Notice no IA25000351 · Notice no IA25000352 | XVIIIe et XIXe siècles                                                             | 47° 29′ 19″ N, 6° 24′ 59″ E | Château de Bournel                               |
| Néo-Renaissance                                                       | Château de Buillon                           | Chenecey-Buillon        | Notice no IA25000352                                                                                      | XIXe siècle                                                                        | 47° 06′ 29″ N, 5° 57′ 40″ E | Château de Buillon                               |
| Renaissance                                                           | Château de Burgille                          | Burgille                | | XVIe et XVIIe siècles, XVIIIe et XXe siècles                                       | 47° 16′ 02″ N, 5° 46′ 35″ E | Château de Burgille                              |
|                                                                       | Château de Chalamont                         | Villers-sous-Chalamont  | |                                                                                    |                             |                                                  |
| Ruine ou disparu                                                      | Château de Charencey                         | Chenecey-Buillon        | Inscrit MH (1991) · Notice no PA00101777                                                                  |                                                                                    | 47° 08′ 52″ N, 5° 57′ 25″ E | Château de Charencey - donjon                    |
| Ruine ou disparu                                                      | Château du Châtelard                         | Magny-Châtelard         | |                                                                                    | 47° 14′ 45″ N, 6° 20′ 30″ E | Château de Charencey - donjon                    |
| Château fort · Ruine ou disparu · Château fort · Ruine ou disparu     | Château de Châteauneuf                       | Vuillafans              | Notice no IA00014813                                                                                      | XIe et XIIIe siècles                                                               | 47° 04′ 01″ N, 6° 13′ 25″ E | Les ruines de Châteauneuf                        |
|                                                                       | Château de Châteauvieux                      | Châteauvieux-les-Fossés | Notice no IA00014495                                                                                      |                                                                                    | 47° 03′ 50″ N, 6° 12′ 06″ E | Château de Châteauvieux-les-Fossés               |
|                                                                       | Château de Châtillon-sur-Lison               | Cussey-sur-Lison        | Inscrit MH (2002) · Notice no PA25000030                                                                  |                                                                                    | 47° 03′ 49″ N, 5° 59′ 04″ E | Châtillon-sur-Lison, le château                  |
|                                                                       | Château de Chazoy                            | Burgille                | |                                                                                    | 47° 16′ 04″ N, 5° 47′ 14″ E | Chazoy, le château                               |
|                                                                       | Château de Chevigney-sur-l'Ognon             | Chevigney-sur-l'Ognon   | Inscrit MH (1994) · Notice no PA00132845 · Notice no IA25000353                                           |                                                                                    | 47° 17′ 56″ N, 5° 50′ 20″ E | Château de Chevigney-sur-l'Ognon                 |
|                                                                       | Château de Chevroz                           | Chevroz                 | Inscrit MH (1988) · Notice no PA00101626                                                                  |                                                                                    | 47° 20′ 07″ N, 5° 59′ 49″ E | Château de Chevroz                               |
|                                                                       | Château de Cléron                            | Cléron                  | Inscrit MH (1988) · Notice no PA00101627 · Notice no IA25000354                                           |                                                                                    | 47° 05′ 16″ N, 6° 03′ 27″ E | Château de Cleron                                |
|                                                                       | Château de Cordiron                          | Burgille                | Inscrit MH (1979) · Notice no PA00101620                                                                  |                                                                                    | 47° 15′ 58″ N, 5° 47′ 58″ E | Burgille, le château de Cordiron                 |
| Ruine ou disparu                                                      | Château de Corcondray                        | Corcondray              | Inscrit MH (1932) · Notice no PA00101632 · Notice no IA25000297                                           |                                                                                    | 47° 13′ 53″ N, 5° 49′ 36″ E | Château de Corcondray                            |
|                                                                       | Château du Désert                            | Maîche                  | |                                                                                    | 47° 15′ 01″ N, 6° 47′ 47″ E | Château du Désert Maîche                         |
|                                                                       | Château de Durnes                            | Durnes                  | Notice no IA00014498                                                                                      |                                                                                    | 47° 06′ 19″ N, 6° 13′ 39″ E |                                                  |
|                                                                       | Château d'École                              | École-Valentin          | Inscrit MH (1980) · Notice no PA00101640                                                                  |                                                                                    | 47° 16′ 13″ N, 5° 58′ 52″ E | Château d'École                                  |
|                                                                       | Château de l'Ermitage                        | Mancenans-Lizerne       | |                                                                                    | 47° 15′ 57″ N, 6° 46′ 09″ E | Château de l'Ermitage                            |
|                                                                       | Château d'Esnans                             | Esnans                  | |                                                                                    | 47° 20′ 21″ N, 6° 19′ 31″ E | Château d'Esnans                                 |
| Château fort                                                          | Château d'Étrabonne                          | Étrabonne               | Inscrit MH (1968) · Notice no PA00101642                                                                  |                                                                                    | 47° 14′ 03″ N, 5° 44′ 35″ E | Etrabonne, le château                            |
|                                                                       | Château de Fertans                           | Fertans                 | Inscrit MH (1979) · Notice no PA00101436                                                                  |                                                                                    | 47° 03′ 04″ N, 6° 03′ 48″ E | Fertans, le château.jpg                          |
|                                                                       | Château de Fourg                             | Fourg                   | Inscrit MH (1998) · Notice no PA25000012                                                                  |                                                                                    | 47° 05′ 51″ N, 5° 48′ 46″ E | Fourg, le château.jpg                            |
| Manoir, gentilhommière                                                | Château de Franois                           | Franois                 | Inscrit MH (2002) · Notice no PA25000031                                                                  | Demeure attestée au 17e siècle, avec pigeonnier et puits à l'angle du jardin clos. | 47° 14′ 05″ N, 5° 55′ 29″ E | Château de Franois                               |
|                                                                       | Château de Gondenans-les-Moulins             | Gondenans-les-Moulins   | |                                                                                    | 47° 28′ 09″ N, 6° 22′ 53″ E | Château de Gondenans-les-Moulins                 |
|                                                                       | Château de Gonsans                           | Gonsans                 | |                                                                                    | 47° 13′ 53″ N, 6° 17′ 55″ E | Château de Gonsans                               |
|                                                                       | Château de Goux les Usiers                   | Goux-les-Usiers         | |                                                                                    |                             |                                                  |
|                                                                       | Château de Jallerange                        | Jallerange              | Inscrit MH (2014) · Notice no PA00101656 · Notice no IA25000355                                           |                                                                                    | 47° 15′ 12″ N, 5° 43′ 03″ E | Jallerange, le château                           |
| Château fort                                                          | Château de Jouffroy-d'Abbans                 | Abbans-Dessus           | Inscrit MH (1992) · Classé MH (1993) · Notice no PA00101435                                               |                                                                                    | 47° 07′ 20″ N, 5° 52′ 55″ E | Château d'Abbans-Dessus                          |
| Château fort                                                          | Château de Joux                              | La Cluse-et-Mijoux      | Classé MH (1996) · Notice no PA00101629 · Notice no IA00014271                                            |                                                                                    | 46° 52′ 21″ N, 6° 22′ 27″ E | Fort de Joux                                     |
|                                                                       | Château de la Juive                          | Chalezeule              | Inscrit MH (2002) · Notice no PA25000029                                                                  |                                                                                    | 47° 14′ 55″ N, 6° 03′ 44″ E | Château de la juive - février 2010               |
|                                                                       | Château de Lantenne                          | Lantenne-Vertière       | |                                                                                    | 47° 13′ 58″ N, 5° 46′ 56″ E | Le château de Lantenne                           |
| Château fort                                                          | Château de Lods                              | Lods                    | Inscrit MH (2003) · Notice no PA25000036                                                                  |                                                                                    | 47° 02′ 38″ N, 6° 15′ 03″ E | Lods, le château                                 |
|                                                                       | Château de Maillot                           | Levier (Doubs)          | Notice no IA00014084                                                                                      |                                                                                    | 46° 59′ 12″ N, 6° 08′ 14″ E | Le château Maillot                               |
|                                                                       | Château de Mérode                            | Maîche                  | |                                                                                    | 47° 15′ 20″ N, 6° 47′ 22″ E | Château de Mérode Maîche                         |
|                                                                       | Château Mirabeau                             | Nans-sous-Sainte-Anne   | |                                                                                    | 46° 58′ 38″ N, 6° 00′ 07″ E | Château Mirabeau                                 |
|                                                                       | Château de Miserey                           | Miserey-Salines         | Inscrit MH (1994) · Notice no PA00132846                                                                  |                                                                                    | 47° 17′ 12″ N, 5° 58′ 13″ E | Château de Miserey                               |
|                                                                       | Château du maréchal Moncey                   | Moncey                  | Inscrit MH (1990) · Notice no PA00101769                                                                  |                                                                                    | 47° 21′ 46″ N, 6° 07′ 11″ E | Château de Moncey                                |
| Néo-classique                                                         | Château de Moncley                           | Émagny / Moncley        | Classé MH (2005) · Inscrit MH (2005) · Notice no PA25000051 · Notice no PA00101672 · Notice no IA25000333 | XVIIIe et XIXe siècles                                                             | 47° 18′ 41″ N, 5° 53′ 17″ E | Moncley, le château                              |
|                                                                       | Château de Montalembert                      | Maîche                  | Inscrit MH (1950) · Notice no PA00101664 · Notice no IA25000356                                           |                                                                                    | 47° 15′ 08″ N, 6° 47′ 56″ E | Château Montalambert panoramique                 |
|                                                                       | Château de Montbéliard                       | Montbéliard             | Classé MH (1996) · Notice no PA00101673 · Notice no IA00048680 · Notice no IA00048812 · Notice no M0337   |                                                                                    | 47° 30′ 33″ N, 6° 48′ 01″ E | 2009-05-03 Montbeliard                           |
| Château fort                                                          | Château de Montby                            | Gondenans-Montby        | Inscrit MH (2009) · Notice no PA25000067                                                                  |                                                                                    | 47° 26′ 19″ N, 6° 26′ 35″ E | Gondenans-Montby, le Château de Montby           |
| Château fort · Ruine ou disparu                                       | Château de Montfaucon                        | Montfaucon              | Inscrit MH (1976) · Notice no PA00101686                                                                  |                                                                                    | 47° 10′ 29″ N, 6° 04′ 42″ E | Château de Montfaucon                            |
| Château fort · Ruine ou disparu                                       | Château de Montferrand                       | Montferrand-le-Château  | Inscrit MH (1926) · Notice no PA00101687                                                                  |                                                                                    | 47° 10′ 29″ N, 5° 55′ 28″ E | Château Montferrand Le Château (donjon)          |
|                                                                       | Château de Montgesoye                        | Montgesoye              | Notice no IA00014608                                                                                      |                                                                                    | 47° 04′ 54″ N, 6° 11′ 36″ E | Château de Montgesoye                            |
| Château fort · Ruine ou disparu                                       | Château de Montjoie-le-Château               | Montjoie-le-Château     | Inscrit MH (1985) · Notice no PA00101688                                                                  |                                                                                    | 47° 21′ 04″ N, 6° 54′ 03″ E | Château de Montjoie-le-Château 02                |
|                                                                       | Château de Montmartin                        | Huanne-Montmartin       | |                                                                                    | 47° 25′ 49″ N, 6° 20′ 18″ E | Château de Montmartin                            |
| Ruine ou disparu                                                      | Château de Montrond                          | Montrond-le-Château     | |                                                                                    | 47° 08′ 37″ N, 6° 03′ 16″ E | Ruines du château de Montrond-le-Château         |
|                                                                       | Château Morand Val                           | Montbenoît              | Notice no IA00013965                                                                                      |                                                                                    | 46° 59′ 25″ N, 6° 27′ 29″ E | Le château Morand Val                            |
|                                                                       | Château de Noironte                          | Noironte                | Inscrit MH (1992) · Classé MH (1993) · Notice no PA00101798 · Notice no IA25000339                        |                                                                                    | 47° 16′ 23″ N, 5° 52′ 31″ E | Noironte, le château                             |
|                                                                       | Château de Novillars                         | Novillars               | |                                                                                    | 47° 17′ 15″ N, 6° 07′ 55″ E | Le château de Novillars                          |
|                                                                       | Château d'Ollans                             | Ollans                  | Inscrit MH (1988) · Notice no PA00101696 · Notice no IA25000359                                           |                                                                                    | 47° 25′ 08″ N, 6° 14′ 33″ E | Ollans, le château                               |
| Ruine ou disparu                                                      | Château d'Ornans                             | Ornans                  | Notice no IA00014679                                                                                      |                                                                                    | 47° 06′ 45″ N, 6° 08′ 33″ E | Château d'Ornans                                 |
|                                                                       | Château de Paroy                             | Paroy                   | Inscrit MH (2004) · Notice no PA25000043 · Notice no IA25000340                                           |                                                                                    | 47° 02′ 30″ N, 5° 52′ 58″ E | Paroy, le château                                |
| Maison (noble)                                                        | Château Pertusier                            | Morteau                 | Inscrit MH (1926) · Classé MH (1993) · Notice no PA00101690 · Notice no IA00013903                        |                                                                                    | 47° 03′ 15″ N, 6° 36′ 03″ E | Château Pertusier                                |
|                                                                       | Château de Passavant                         | Passavant               | |                                                                                    | 47° 16′ 26″ N, 6° 23′ 11″ E | Passavant, le château                            |
| Maison (noble)                                                        | Château Pertusier                            | Morteau                 | Inscrit MH (1926) · Classé MH (1993) · Notice no PA00101690 · Notice no IA00013903                        |                                                                                    | 47° 03′ 15″ N, 6° 36′ 03″ E | Château Pertusier                                |
|                                                                       | Château de Puy de Montenot                   | Arc-sous-Montenot       | |                                                                                    | 46° 54′ 52″ N, 5° 59′ 20″ E |                                                  |
|                                                                       | Château de Quingey                           | Quingey                 | Inscrit MH (1991) · Notice no PA00101782                                                                  |                                                                                    | 47° 06′ 09″ N, 5° 52′ 59″ E | Château de Quingey                               |
| Château fort · Ruine ou disparu                                       | Château de Réaumont                          | Le Bélieu               | | Moyen Âge, Infos                                                                   | 47° 07′ 12″ N, 6° 38′ 41″ E | Réaumont                                         |
|                                                                       | Château de Recologne                         | Recologne               | Inscrit MH (1979) · Notice no PA00101715                                                                  |                                                                                    | 47° 16′ 30″ N, 5° 49′ 48″ E | Château de Recologne                             |
|                                                                       | Château de Refranche                         | Éternoz                 | |                                                                                    | 47° 02′ 09″ N, 6° 00′ 12″ E | Château de Refranche                             |
|                                                                       | Château de Rennes-sur-Loue                   | Rennes-sur-Loue         | Inscrit MH (2000) · Notice no PA25000019 · Notice no IA25000341                                           |                                                                                    | 47° 00′ 49″ N, 5° 51′ 11″ E | Château de Rennes-sur-Loue                       |
|                                                                       | Château de La Roche                          | Rigney                  | Inscrit MH (1998) · Notice no PA00101717                                                                  |                                                                                    | 47° 24′ 04″ N, 6° 11′ 31″ E | Château de la Roche                              |
|                                                                       | Château de Roche-sur-Loue (Château de Roche) | Arc-et-Senans           | Inscrit MH (1974) · Notice no PA00101439                                                                  |                                                                                    | 47° 02′ 32″ N, 5° 47′ 47″ E | Château Roche-sur-Loue                           |
|                                                                       | Château de Rochejean                         | Rochejean               | |                                                                                    |                             |                                                  |
|                                                                       | Château de Roset-Fluans                      | Roset-Fluans            | Inscrit MH (2016) · Notice no PA25000088                                                                  |                                                                                    | 47° 09′ 53″ N, 5° 49′ 31″ E | Roset-Fluans, le château                         |
|                                                                       | Château de Roulans                           | Roulans                 | Inscrit MH (1995) · Notice no PA00101719                                                                  |                                                                                    | 47° 18′ 40″ N, 6° 14′ 42″ E | Roulans, le château                              |
|                                                                       | Château de Ruffey-le-Château                 | Ruffey-le-Château       | |                                                                                    | 47° 17′ 19″ N, 5° 48′ 07″ E | Le château de Ruffey-le-Château                  |
| Ruine ou disparu                                                      | Château de Sainte-Anne                       | Sainte-Anne             | |                                                                                    | 46° 57′ 53″ N, 5° 59′ 54″ E | Château de Sainte-Anne                           |
|                                                                       | Château de Sandon (Demeure de Sandon)        | Pontarlier              | Inscrit MH (2003) · Notice no PA25000037                                                                  |                                                                                    | 46° 53′ 21″ N, 6° 21′ 48″ E | Château de Sandon                                |
|                                                                       | Château Sattler                              | Exincourt               | Inscrit MH (1984) · Notice no PA00101643 · Notice no IA00055301                                           |                                                                                    | 47° 30′ 12″ N, 6° 50′ 28″ E | Château Sattler                                  |
|                                                                       | Château nord de Sauvagney                    | Sauvagney               | |                                                                                    | 47° 19′ 30″ N, 5° 54′ 12″ E | Château nord de Sauvagney                        |
|                                                                       | Château sud de Sauvagney                     | Sauvagney               | |                                                                                    | 47° 19′ 16″ N, 5° 54′ 19″ E | Château sud de Sauvagney                         |
| Ruine ou disparu                                                      | Château de Scey                              | Chassagne-Saint-Denis   | Classé MH (1987) · Notice no PA00101623 · Notice no IA25000177                                            |                                                                                    | 47° 05′ 44″ N, 6° 04′ 56″ E | Château de Scey                                  |
|                                                                       | Château de Soye                              | Soye                    | Inscrit MH (1991) · Notice no PA00101783                                                                  |                                                                                    | 47° 26′ 32″ N, 6° 29′ 49″ E | Château de Soye                                  |
|                                                                       | Château de Thoraise                          | Thoraise                | |                                                                                    | 47° 10′ 25″ N, 5° 54′ 20″ E | Château deThoraise                               |
|                                                                       | Château de Torpes                            | Torpes                  | Classé MH (1993) · Inscrit MH (1992) · Notice no PA00101730 · Notice no IA25000360                        |                                                                                    | 47° 10′ 13″ N, 5° 53′ 34″ E | Château de Torpes dans le Doubs (face)           |
| Ruine ou disparu                                                      | Château d'Usier (Château de Sombacour)       | Sombacour               | |                                                                                    | 46° 57′ 05″ N, 6° 15′ 28″ E |                                                  |
|                                                                       | Château d'Uzel                               | Pelousey                | |                                                                                    | 47° 16′ 44″ N, 5° 54′ 36″ E | Château d'Uzel                                   |
|                                                                       | Château de Vaire-le-Grand                    | Vaire (Vaire-Arcier)    | Classé MH (2011, 2012) · Inscrit MH (2012) · Notice no PA00101731 · Notice no IA39000853                  |                                                                                    | 47° 17′ 01″ N, 6° 09′ 01″ E | Jardin du château de Vaire-le-Grand vue aérienne |
| Ruine ou disparu                                                      | Château de Vaite                             | Champlive               | |                                                                                    | 47° 17′ 37″ N, 6° 14′ 14″ E | Château de Vaite                                 |
|                                                                       | Château de Vieilley                          | Vieilley                | |                                                                                    | 47° 20′ 15″ N, 6° 04′ 37″ E | château de Vieilley                              |
|                                                                       | Château de Villers-sous-Montrond             | Villers-sous-Montrond   | Notice no IA00014764                                                                                      | XVIIe siècle                                                                       | 47° 08′ 43″ N, 6° 05′ 25″ E | Château de Villers-sous-Montrond                 |
| Manoir, gentilhommière                                                | Château de Vuillafans                        | Vuillafans              | | XVe siècle                                                                         | 47° 03′ 58″ N, 6° 12′ 54″ E |                                                  |

## Localisation des châteaux sur la carte du Doubs
| Besançon Pontarlier Maîche Montbéliard Baume-les-Dames Amancey |